# Walter Andreas Müller
Walter Andreas Müller (* 3. September 1945 in Zürich) ist ein Schweizer Schauspieler und Radiomoderator. In der Schweiz ist er auch unter seinem Namenskürzel WAM bekannt.

## Karriere
Walter Andreas Müller liess sich nach einer Ausbildung zum Verlagskaufmann von 1966 bis 1969 am Bühnenstudio Zürich zum Schauspieler ausbilden. Danach hatte er feste Engagements in Deutschland an den Bühnen von Bielefeld, Köln und Rendsburg. 1972 kehrte er in die Schweiz zurück, wo er mehrere Jahre am Zürcher Theater an der Winkelwiese spielte. Seit 1975 ist Walter Andreas Müller als freier Schauspieler an verschiedenen Theatern, als Kabarettist, Radiomoderator, Hörspielsprecher und Imitator tätig.
Gemeinsam mit Birgit Steinegger agierte Walter Andreas Müller 28 Jahre in der Satire-Sendung Zweierleier auf Schweizer Radio DRS. In Sendungen wie Viktors Spätprogramm oder Punkt CH parodierten Müller und Steinegger Schweizer Politiker, besonders die Schweizer Bundesräte. Bis Anfang 2012 waren sie in Benissimo zu sehen. Bis Ende Februar 2013 waren er und Birgit Steinegger mit Zweierleier live – Radio fürs Auge auf Schweizer Kleinbühnen unterwegs.
Ende der 1990er Jahre spielte Müller den «Hans Meier» in Fascht e Familie, der ersten Sitcom des Schweizer Fernsehens mit 100 Folgen. In der TV-Soap Lüthi und Blanc agierte er als schwuler Modedesigner «Bela Straub». Zusammen mit Ursula Schaeppi erhielt er die TV-Publikumsauszeichnungen Prix Walo und TV Tell. 1996 moderierte er eine TV-Aufzeichnung am Arosa Humor-Festival. Müller war mit unzähligen Komödien und Boulevard-Stücken von Hans Gmür und Kamil Krejčí auf Schweizer Tournee.
Zahlreichen Kindersendungen und -hörspielen lieh er seine Stimme: Seit 1976 spielt er den Globi mit über 3 Millionen verkauften Tonträgern. Die Produktion Globi im Europa-Park (2000) schrieb, sprach und inszenierte er erstmals selbst. Seither erschienen, von ihm verfasst, weitere 28 Tonträger wie zuletzt zu den Bildergeschichten Globi auf der Alp, Globi und Roger (Federer), Globi und die Ozeane, Globi bei den Yaks. und 2024: Globi im Museum.
Am Theater St. Gallen spielte er im Jahr 2000 erstmals den Gefängniswärter «Frosch» in einer schweizerdeutschen Fassung der Operette Die Fledermaus. 2008 und 2009 war er im Musical Hairspray als «Wilbur Turnblad» und in der Operette Die lustige Witwe als «Njegus» am Theater St. Gallen zu sehen. Im Wechsel mit Bernard Thurnheer spielte er im Zürcher Theater 11 den Erzähler in The Rocky Horror Show. Danach übernahm er von Maja Stolle die Rolle der «Frau Galli» im Musical Die Schweizermacher. Zusammen mit Swisspäck war er mit verschiedenen Parodien in der Swisspäck Comedy Christmas Show in der Maaghalle Zürich mit dabei, und seit November 2022 spielte er dort bis April 2024 über 150 Mal Pfarrer Bischoff (Monsignore O’Hara) in der schweizerdeutschen Fassung des Musicals Sister Äct.
Bei den Schlossfestspielen im Sommer 2012 auf Schloss Hagenwil im Kanton Thurgau war er als «Argan» in Molières Komödie Der eingebildete Kranke zu sehen; er wirkt dort seit der Gründung 2010 auch als Künstlerischer Patron. Im Herbst 2012 spielte er im Zürcher Bernhardtheater in der Neufassung des Gauner-Musicals Bibi Balù in 16 verschiedenen Rollen. 2013 und 2015 folgten erneut Parodien in der «Comedy Christmas Show» in der Maaghalle in Zürich. Er übernahm die Rolle des Erzählers im musikalischen Märchen Pinocchio in Aufführungen der Stadtmusik Frauenfeld. 2014/2015 war er als «Fürst Populescu» zu sehen in Gräfin Mariza von Emmerich Kálmán (Regie Stefan Huber), 2016 in der Welturaufführung des Musicals Don Camillo und Peppone als «Nonno» (Regie: Andreas Gergen) sowie bei den Thuner Seespielen in Sugar – Some like it hot als «Osgood Fielding III». Im Sommer 2018 spielte er wiederum bei den Schlossfestspielen Hagenwil Lenglumé in «Die Affäre Rue de Lourcine» von Eugène Labiche, anschliessend am Theater St. Gallen im Musical «Hello, Dolly!» Horace Vandergelder. Ab November 2019 spielte er bis Ende Juni 2022 175 Mal den «Papst Albert IV.» in der Komödie Der Tag, an dem der Papst gekidnappt wurde von Joao Bethencourt bei den Kammerspielen Seeb, im Zürcher Theater am Hechtplatz und im Bernhard-Theater Zürich. Eine Neuproduktion dieses Stückes folgt im Sommer 2024 bei den Schlossfestspielen Hagenwil (Regie: Florian Rexer).
Als Moderator war er beim Schweizer Fernsehen SRF tätig («Comedy Legenden») und bei Radio SRF1 und SRF-Musikwelle bis Ende 2017 über 40 Jahre als Moderator, u. a. des «Wunschkonzertes» am Montagabend sowie in «Volksmusik aktuell» und im «Musikpavillon» zu hören.
Im Mai 2017 wurde er vom Internationalen Mundartarchiv in Dormagen-Zons mit dem Zonser Darstellerpreis für «ausserordentliche schauspielerische Leistung» für das SRF-Hörspiel Warte uf Bodo ausgezeichnet.
Bei The Masked Singer Switzerland 2021 wurde er als Pinguin demaskiert und belegte den dritten Platz.
Am 9. September 2023 wurde er zusammen mit Birgit Steinegger mit dem Allianz-Lifetime-Award ausgezeichnet.
Am 4. Mai 2024 wurde er von der Showszene Schweiz mit dem Ehren-Prix Walo für sein Lebenswerk ausgezeichnet.

## Privates
Walter Andreas Müller lebt mit seinem Partner – einem Deutschlehrer, den er 1986 am Theater kennengelernt hatte – in einem Erdhaus im Zürcher Oberland.

## Auszeichnung
- 2024: Ehren-Prix-Walo
- 2023: Allianz Diversity Lifetime-Award
- 2017: Zonser Darstellerpreis

## Filmografie
- 1994–1999: Fascht e Familie (Fernsehserie)
- 2012: Himmelfahrtskommando
- 2014: Tyfelstei
- 2017: Flitzer
- 2021: The Masked Singer Switzerland

## Hörspiele
- 2014: Anton Rey: Rollkoffer-Rhapsodie – Regie: Claude Pierre Salmony (Hörspiel – SRF)
- 2017: Fritz Sauter: Warte uf Bodo – (Regie: Reto Ott – Radio SRF1) – Zonser Darstellerpreis!
- 2023: Gion M. Cavelty: Kilby und Guillotine (Schreckmümpfeli – Radio SRF1)